# HMAS Launceston (ACPB 94)
Le HMAS Launceston (ACPB 94) est un patrouilleur de classe Armidale de la Royal Australian Navy (RAN).

## Conception et construction
Les patrouilleurs de la classe Armidale mesurent 56,8 mètres de long, avec une largeur de 9,7 mètres, un tirant d'eau de 2,7 mètres et un déplacement standard de 270 tonnes. Leur coque en V à mi-carène est fabriquée en alliage d’aluminium, et chaque navire est construit selon une combinaison des normes Det Norske Veritas pour les engins légers à grande vitesse et des exigences de la RAN. Les patrouilleurs de classe Armidale peuvent se déplacer à une vitesse maximale de 25 nœuds (46 km/h) et sont propulsés par deux arbres d'hélice, chacun relié à un moteur Diesel MTU 16V M70. Les navires ont une autonomie de 3000 milles marins (5600 km) à une vitesse de 12 nœuds (22 km/h), ce qui leur permet de patrouiller autour des territoires lointains de l’Australie. Ils sont conçus pour des patrouilles standards de 21 jours, avec une autonomie maximale de 42 jours,.
L’armement principal des patrouilleurs de classe Armidale est un affût stabilisé de canon Rafael Typhoon, équipé d’un canon mitrailleur de 25 millimètres M242 Bushmaster. Deux mitrailleuses de 12,7 millimètres (0,50 pouce) sont également transportées. Les opérations d’embarquement sont effectuées par deux bateaux pneumatiques semi-rigides (RHIB) de 7,2 mètres propulsés par hydrojet . Chaque RHIB est stocké dans son bossoir dédié, et est capable d’opérer indépendamment du patrouilleur car il transporte son propre équipement de communication, de navigation et de sécurité,.
Chaque patrouilleur dispose d’un équipage standard de 21 personnes, avec un maximum de 29 personnes,,. Un compartiment d’hébergement auxiliaire de 20 couchettes a été inclus dans la conception pour le transport de soldats, de pêcheurs illégaux ou d’immigrants clandestins arrêtés en mer. Dans les deux derniers cas, le compartiment peut être fermé de l’extérieur. Cependant, un dysfonctionnement dans les installations de traitement des eaux usées à bord du HMAS Maitland en août 2006 a envoyé du sulfure d'hydrogène et du monoxyde de carbone dans le compartiment, intoxicant quatre marins travaillant à l’intérieur, sans causer leur mort. Après cela, l’utilisation du compartiment pour l’hébergement a été interdite dans toute la classe,.

## Historique opérationnel
Le HMAS Launceston a été construit par Austal à son chantier naval de Henderson, Australie-Occidentale. Il a été mis en service à Launceston (Tasmanie), le 22 septembre 2007.
Il est basé à Cairns et effectue des patrouilles de protection des frontières et de protection des pêches.
Le HMAS Launceston a été utilisé pour le tournage de la deuxième saison de la série dramatique australienne Sea Patrol en 2008. Les images ont été mélangées avec les images de son navire jumeau le Broome pour créer le HMAS Hammersley, le navire fictif sur lequel se déroule la série.
Le HMAS Launceston a effectué en mai 2023 au nord de Darwin sa dernière patrouille avant son retrait du service. Il a été désarmé le 1er juin 2023 au HMAS Coonawarra à Darwin après 15 ans de service. Il a mené une grande variété d’opérations aux côtés de l’Australian Border Force, de l’Australian Fisheries et de la police fédérale australienne, a parcouru plus de 471000 milles marins et a visité de nombreux ports, dont Brunei, Cebu, Makkassar, Zamboanga, Langkawi, Jakarta, Rarotonga et Singapour,. Le HMAS Launceston est le dernier patrouilleur de classe Armidale à être mis hors service. Ces navires, ainsi que les patrouilleurs de classe Cape, seront remplacés par 12 patrouilleurs hauturiers de la classe Arafura qui auront des capacités considérablement accrues et amélioreront la capacité de l’Australie à patrouiller dans son territoire maritime et les régions proches,.